# Mary Lokko
Mary Lokko là một nhà hoạt động Ghana.
Lokko đã tích cực trong các vấn đề của Đoàn Thanh niên Tây Phi vào những năm 1930, lần đầu tiên tham gia vào các cuộc thảo luận xung quanh Chiến tranh Italo-Ethiopia thứ hai, sau đó đang hoành hành. Niềm tin của bà đã thu hút sự chú ý từ các nhà báo địa phương, vào tháng 1 năm 1936 ITA Wallace-Johnson đề nghị bà trở thành trợ lý của ông; kết quả là, bà ấy có lẽ là người phụ nữ đầu tiên ở Tây Phi giữ một vị trí chính thức trong một tổ chức chính trị. Bà đã sử dụng nền tảng của mình để hỗ trợ sự tham gia của phụ nữ trong Đoàn Thanh niên. Người ta biết rất ít về nền tảng của bà ấy hoặc cuộc sống sau này của bà ấy.